# Władysław Łapot
Władysław Łapot (ur. 5 czerwca 1909 w Łodzi, zm. 17 stycznia 2010 w Ickenham) – oficer lotnictwa Polskich Sił Powietrznych w Wielkiej Brytanii jako strzelec-radiotelegrafista 300 dywizjonu bombowego Ziemi Mazowieckiej, uczestnik kampanii wrześniowej, kawaler Orderu Virtuti Militari.

## Życiorys
Władysław Łapot ukończył w 1924 roku Szkołę Powszechną nr 16 w Łodzi. Pracując jako ślusarz, w 1931 roku ukończył w trybie eksternistycznym Gimnazjum im. Bolesława Chrobrego w Piotrkowie Trybunalskim. Powołany w tym samym roku do służby wojskowej, został przydzielony do 4 pułku lotniczego w Toruniu, gdzie ukończył kursy radiomechaników i podoficerski. W 1932 roku otrzymał przydział do 43 eskadry obserwacyjnej, gdzie latał na samolotach Lublin R.XIII. W 1935 roku przeniesiono go do 1 pułku lotniczego w Warszawie. Służąc w 211 i 215 eskadrach bombowych ukończył kolejne kursy: radiooperatorów, strzelców pokładowych i radiomechaników zawodowych. Latał na samolotach PZL.23 Karaś. W marcu 1939 roku, po rozwiązaniu 215 eskadry, jej personel został przeniesiony do 217 eskadry bombowej, wyposażonej w bombowce PZL.37 Łoś.
W składzie 217 eskadry (przenumerowanej na 17 eskadrę), w stopniu kaprala, wziął udział w działaniach bojowych we wrześniu 1939 roku. Uczestniczył w jednym locie bojowym, a po 17 września przekroczył granicę rumuńską. 5 listopada zaokrętował się na statek płynący do Francji. Nie mając nadziei na szybki powrót do latania bojowego, 2 stycznia 1940 roku odpłynął do Wielkiej Brytanii gdzie wstąpił do Polskich Sił Powietrznych w Wielkiej Brytanii i otrzymał numer służbowy P-2663. Po ukończeniu szkolenia, między innymi w 18 OTU w Bramcote, 8 lipca otrzymał przydział do 300 dywizjonu bombowego Polskich Sił Powietrznych. Jako strzelec pokładowy samolotu Fairey Battle uczestniczył w pierwszym locie bojowym swojej jednostki: bombardowaniu niemieckich barek desantowych pod Boulogne-sur-Mer w nocy z 14 na 15 sierpnia 1940 roku. Do zakończenia bitwy o Anglię odbył jeszcze dwa loty bojowe.
Jako członek załóg nowej maszyny 300 dywizjonu: bombowców Vickers Wellington, uczestniczył od grudnia 1940 do sierpnia 1941 roku w atakowaniu celów w Niemczech i krajach okupowanej Europy. Latał między innymi nad Antwerpię, Brest, Hamburg, Bremę, Kolonię, Duisburg, Frankfurt i Hanower. Po ukończeniu tury lotów operacyjnych został przeniesiony do 18 OTU jako instruktor. W tym czasie jeszcze dwukrotnie brał udział w lotach bojowych. W styczniu 1943 roku zgłosił się jako ochotnik do służby w British Overseas Airways Corporation. Od kwietnia 1943 roku latał w Return Ferry Service. W następnym roku ukończył kurs oficerski i został awansowany do stopnia podporucznika. Po zakończeniu wojny zdecydował się pozostać w Wielkiej Brytanii, odchodząc ze służby w stopniu kapitana. 
Do końca lat 50. pracował jako radiotelegrafista w BOAC. Wraz z żoną Alicją, byłą więźniarką obozu koncentracyjnego, osiadł w Ruislip, następnie w Ickenham na zachodnich obrzeżach Wielkiego Londynu. W 1958 roku przeszedł na emeryturę. Brał aktywny udział w życiu miejscowej Polonii. W stanie spoczynku awansował do stopnia podpułkownika. Zmarł 17 stycznia 2010 roku w Ickenham i został pochowany na miejscowym cmentarzu.

## Ordery i odznaczenia
Za swą służbę został odznaczony:
- Krzyżem Srebrnym Orderu Virtuti Militari nr 9072,
- Krzyżem Walecznych – czterokrotnie,
- Srebrnym Krzyżem Zasługi z Mieczami,
- Medalem Lotniczym – czterokrotnie,
- Polowym Znakiem Strzelca Radiotelegrafisty nr 24.